# Die Diva, Thailand und wir!
Die Diva, Thailand und wir! ist eine deutsche Tragikomödie mit Hannelore Elsner, die am 11. Januar 2017 beim FilmMittwoch im Ersten erstmals gesendet wurde. Bereits am 7. Dezember 2016 wurde der Film in Österreich auf ORF 2 ausgestrahlt. Regie führte Franziska Buch nach einem Drehbuch von Aglef Püschel und Franziska An der Gassen. Der Arbeitstitel lautete Thailand sehen und sterben. Die Dreharbeiten fanden in Thailand und München statt.

## Handlung
Die Familie Neuendorff packt kurz vor Weihnachten ihre Koffer für ihren gemeinsamen Familienurlaub in Thailand. Gegenseitig schenken sie sich Reiseführer und freuen sich schon auf ihre Fernreise, da steht die pflegebedürftige Mutter von Susanne Neuendorff vor der Tür. Ihr bleibt keine andere Wahl, als ihre 72-jährige Mutter Anneliese Behrens, die früher Opernsängerin war, mit all ihren anstrengenden Divenallüren mit nach Thailand zu nehmen. Susanne bucht für ihre Mutter einen Seniorenplatz in einem thailändischen Pflegeheim. Doch ihre Mutter durchkreuzt ihre Pläne und stellt das Familienleben ihrer Tochter auf den Kopf. Sie erlaubt ihrer Enkelin in Thailand den Besuch einer Party ohne das Wissen und das Einverständnis ihrer Eltern.

## Produktionsdaten
Die Dreharbeiten für Die Diva, Thailand und wir! fanden vom 5. Juli 2016 bis zum 12. August 2016 in München und an Originalschauplätzen in Thailand statt. Der Film wurde bei seiner deutschen Fernsehausstrahlung am 11. Januar 2017 im Ersten von insgesamt 4,73 Millionen Zuschauern gesehen und erreichte einen Marktanteil von 14,1 Prozent.

## Kritik
Tilmann P. Gangloff von Tittelbach.tv findet: „„Die Diva, Thailand und wir!“ ist eine großartig gespielte Tragikomödie mit Hannelore Elsner als Egomanin und Anneke Kim Sarnau als Tochter Susanne, die ihre Mutter beim Thailandurlaub in einem Pflegeheim entsorgen möchte. Das Drehbuch strotzt nur so von bitterbösen Dialogen. Angesichts des darstellerischen Potenzials der beiden erfahrenen Hauptdarstellerinnen ist die Leistung der jungen Lina Hüesker als Enkelin, die bei den Wortgefechten erstaunlich gut mithält, umso bemerkenswerter. Die Läuterung der Hauptfigur erfolgt etwas plötzlich, aber das schmälert den Unterhaltungswert in keiner Weise.“